# Frida Farrell
Frida Isobel Grace Farrell, född 27 december 1976 i Malmö, är en svensk skådespelare, sångare, låtskrivare och filmproducent. 
Frida Farrell började arbeta som modell som 16-åring i Paris. Hon arbetade senare i Milano, London, Aten och slutligen i New York. Sedan flyttade Frida till London för att gå på scenskolan Central School of Speech and Drama.
2002 bodde hon i London och blev stoppad på stan av en man som utgav sig för att vara fotograf och erbjöd Frida ett modelluppdrag. Frida berättar att hon sedan blev inlåst i en lägenhet och under tre dagar blev hon såld till olika män innan hon lyckades fly. Fridas film Apartment 407 baseras på denna händelse.
Frida Farrell blev 2008 utnämnd till “Breakout Female Star” för sin medverkan i Contract Killers och hon har även vunnit både “Indie Award för Bästa film” på Raindance Festivalen i London och “Best Actress” i California Women’s Festival för sin film Apartment 407.

## Filmografi
| År   | Titel                              | Anmärkning                 |
| ---- | ---------------------------------- | -------------------------- |
| 1995 | Lust och fägring stor              |                            |
| 2004 | Goodbye (Kortfilm)                 |                            |
| 2004 | Remote (Kortfilm)                  |                            |
| 2005 | Tan Lines                          |                            |
| 2005 | Personal Justice (Kortfilm)        |                            |
| 2005 | Afterman 2                         |                            |
| 2006 | Venus Drowning                     |                            |
| 2007 | Killer Weekend                     |                            |
| 2007 | Messages                           |                            |
| 2007 | Wraiths of Roanoke                 |                            |
| 2008 | Contract Killers                   |                            |
| 2008 | Stiletto                           |                            |
| 2008 | Cyclops                            |                            |
| 2009 | Bones (TV-serie)                   |                            |
| 2009 | Chrome Angels                      |                            |
| 2010 | The Appointment (Kortfilm)         | Skådespelare och producent |
| 2010 | Penniless (Kortfilm)               | Skådespelare och producent |
| 2010 | Effective (Kortfilm)               |                            |
| 2011 | Behind Your Eyes                   |                            |
| 2011 | Terms of Employment                | Skådespelare och producent |
| 2015 | Aha: Under The Makeup (Musikvideo) |                            |
| 2016 | Apartment 407                      | Skådespelare och producent |
| 2018 | Dirty Dealing 3D                   |                            |

## Diskografi

### Singlar
- 2019 – "You Can't Hurt Me No More"
- 2019 – "Everytime I Sleep"

### EP
- 2020 – Never First

## Utmärkelser som skådespelare
| Utmärkelse           | Festival                                | Resultat  |
| -------------------- | --------------------------------------- | --------- |
| Best Actress         | California Women’s Film Festival        | Vann      |
| Breakout Female Star | Action On Film Festival                 | Vann      |
| Best Actress         | Golden Door International Film Festival | Nominerad |
| Best Actress         | Perfect Spirit Awards                   | Nominerad |

## Utmärkelser som producent
| Utmärkelse                     | Festival                                | Resultat  |
| ------------------------------ | --------------------------------------- | --------- |
| Best Indie Film                | Raindance Film Festival                 | Vann      |
| Best Picture                   | California Women’s Film Festival        | Vann      |
| Best Non European Feature Film | ECU Film Festival                       | Vann      |
| Breakout Feature Film          | San Diego International Film Festival   | Vann      |
| Best Picture of All Seasons    | Four Seasons Film Festival              | Vann      |
| Best Short Film                | Perfect Spirit Awards                   | Vann      |
| Best Short Film                | Orson Wells California Film Festival    | Vann      |
| Best Short Film                | Platinum Jam Fest Indie Film festival   | Vann      |
| Best Short Film                | Colorado Film Festival (Jury Award)     | Vann      |
| Best Short Film                | Colorado Film Festival (Audience Award) | Vann      |
| Best Short Film                | Honolulu Film Festival                  | Vann      |
| Best Webseries                 | Colorado Film Festival                  | Vann      |
| Best Short Film                | Golden Door International Film Festival | Nominerad |
| Best Short Film                | ECU Film Festival                       | Nominerad |
| Best Short Film                | South Africa Film Festival              | Nominerad |
| Best Short Film                | Ruby Mountain Film Festival             | Nominerad |
| Best Short Film                | Southern Appalachian Film Festival      | Nominerad |
| Best Short Film                | Black Earth Film Festival               | Nominerad |
| Best Short Film                | Flint Film Festival                     | Nominerad |